# 미요시 모토나가

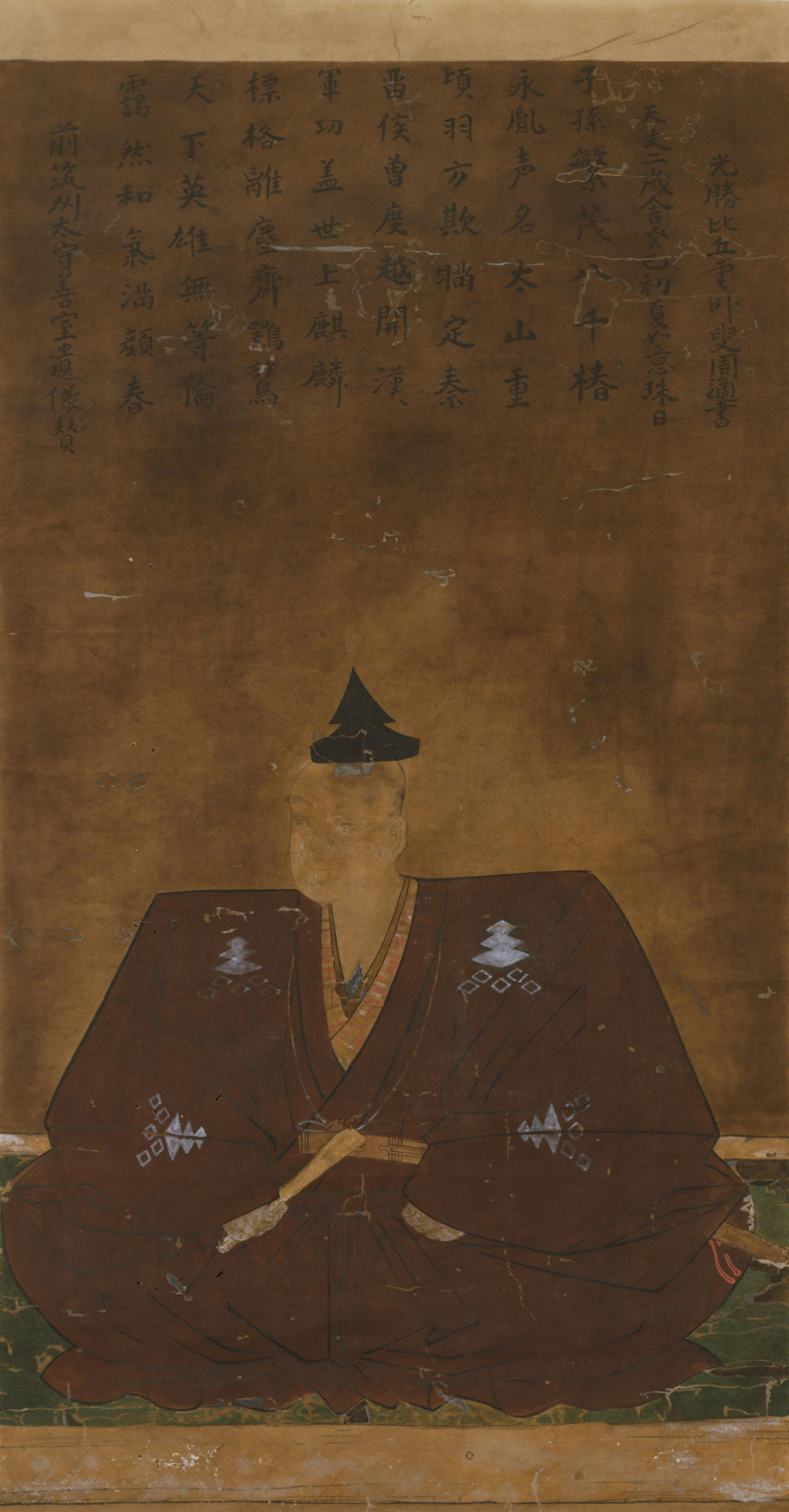

미요시 모토나가(三好元長)는 미요시 나가요시의 아버지이다. 호소카와 가문의 가신으로 호소카와 하루모토를 도와 하루모토가 상락하여 교토를 장악하는데 결정적인 공헌을 한 무장이다.간레이와 쇼군을 옹립한 인물로 후에 호소카와 하루모토와 대립하게 되며 하루모토에 의해 암살당한다.
아들 미요시 나가요시가 세력을 떨치고 일어서며 호소카와 하루모토를 몰아내며 교토를 장악하게 된다.